# Club Social y Deportivo San Lorenzo de Perito Moreno
El Club Social y Deportivo San Lorenzo de Perito Moreno, es una entidad deportiva de la ciudad de Ciudad de Perito Moreno. 

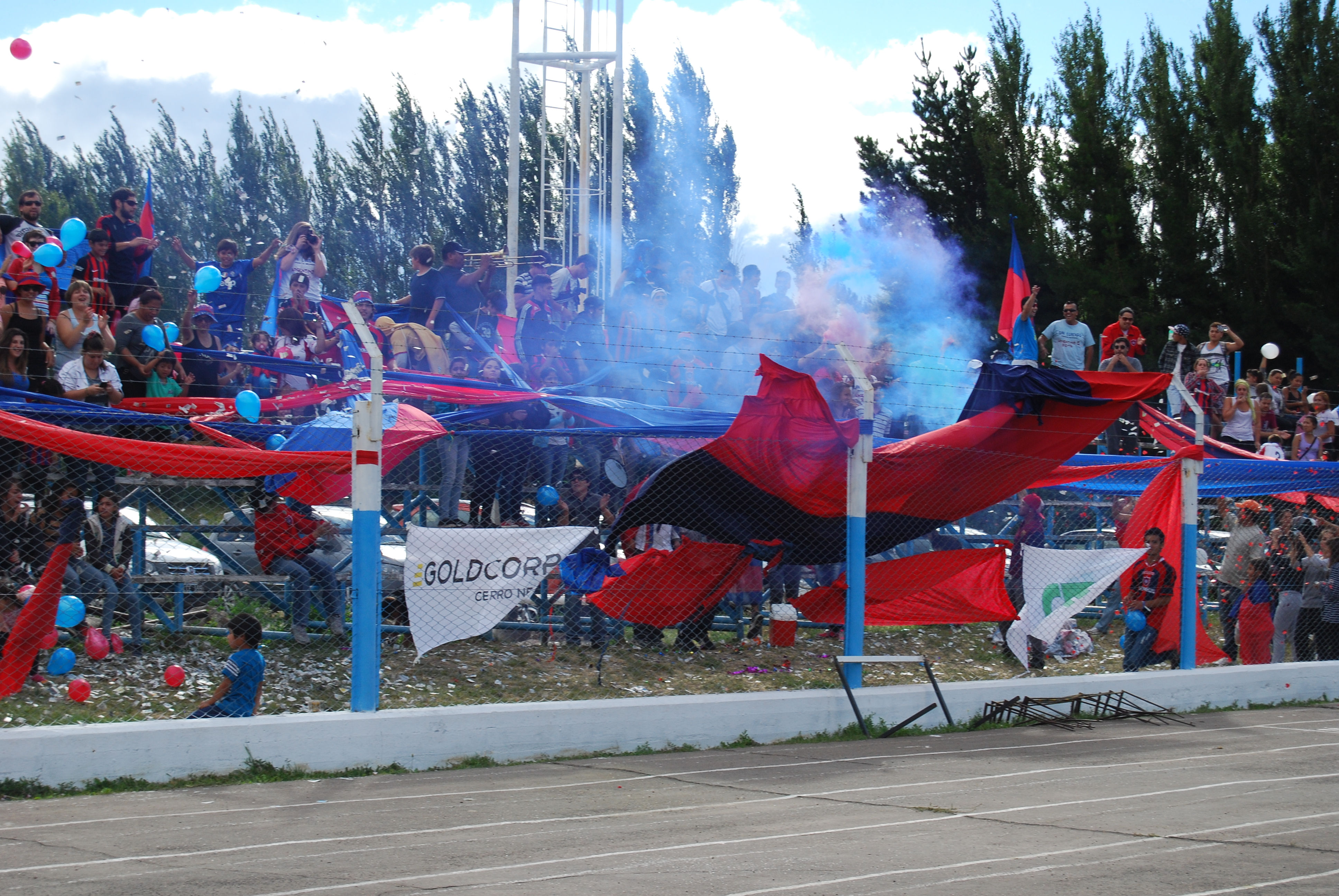
La hinchada peritense alentando al "Cuervo"

Dicho club es de gran raigambre histórica en la zona noroeste de la Provincia de Santa Cruz y suroeste del Chubut (Argentina). El cuervo peritense es una institución que nació el 1º de diciembre del año 1985 y que ha transitado siempre por el fútbol de la liga de los barrios. En la década de 1980 integraron sus filas jugadores muy importantes que también militaron en la Liga de Fútbol Norte de Santa Cruz con sede central en Caleta Olivia, estamos hablando de Juan Barria y el Coki Aguayo entre otros. El elenco azulgrana inicialmente pensado como un club social y deportivo ya a los cinco años de creado había construido su sede social que se mantiene en pie hasta estos días. 

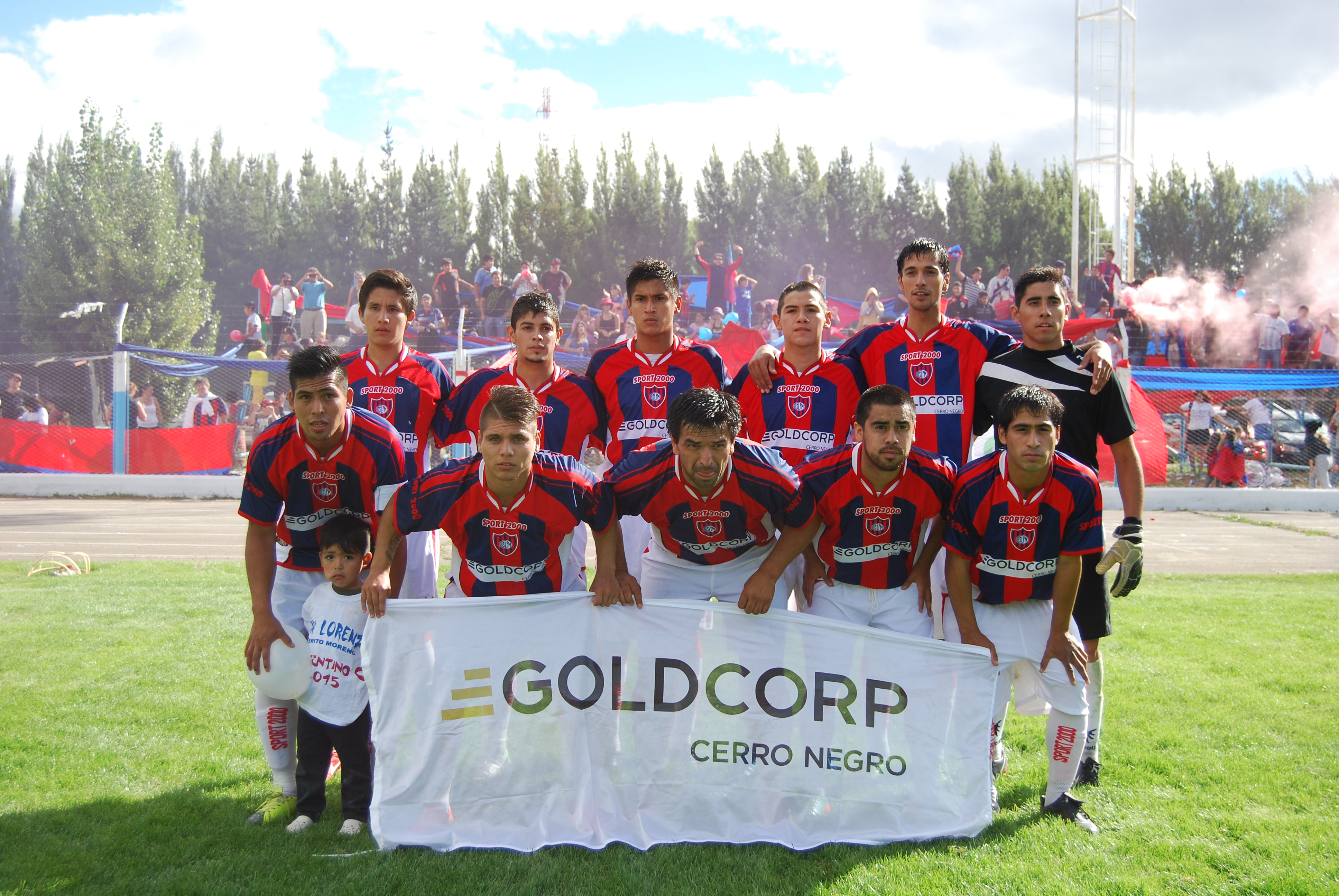
Plantel titular del Club San Lorenzo de Perito Moreno,
durante un partido disputado por el Torneo Federal "C" (2015)

Hoy el grupo de dirigentes conducido por Néstor Daniel Fernández, ha conseguido logros de notable relevancia institucional en cuanto a gestión dirigencial se refiere, debido a que han conseguido que le donaran un Colectivo para 56 pasajeros para el traslado de sus equipos. Asimismo desde su casa que es la sede social, recientemente han iniciado con una propuesta de gran importancia social, que es poder darles la taza de leche con facturas y pan a los niños que todas las tardes encuentran allí, el ámbito de su segundo hogar. Desde el punto de vista deportivo, están trabajando con todas las categorías exigidas por reglamento de Liga norte, desde la 1º, 4º, 5,º, 6º,7º . Teniendo también el club, la 8º, 9º y prenovena, con escuelita Cuervitos Peritenses. Sin dudas un importante desafío que se va sorteando sobre la base de trabajo esfuerzo y responsabilidad dirigencial. Por otra parte, el club azulgrana peritense, ha firmado un convenio reciente con el Club profesional chileno DEPORTES PUERTO MONTT, para el intercambio de oportunidades y desarrollo de capacidades individuales de los chicos de San Lorenzo de Perito Moreno en Chile. Para ello el cuervo peritense se encuentra realizando un aporte mensual para el pago del alquiler de las casas de los jugadores juveniles en la ciudad de Los Lagos Chilena. Dicha iniciativa se intenta potenciar permanentemente debido a que la cúpula dirigencial, considera que apostar a dichas propuestas tienen que ver con la apertura de nuevas oportunidades para los jóvenes jugadores de Perito Moreno y toda la zona. Recientemente fue aceptado como nuevo afiliado a la Liga de Fútbol Norte de Santa Cruz, marcando un paso de notable trascendencia institucional. Ahora con una gran responsabilidad, participar en una Liga de gran importancia como la Liga Norte de Santa Cruz, en la subsede Las Heras (Santa Cruz).
Cabe resaltar que dicha institución está haciendo historia, ya que es el primer club, de la ciudad, en jugar y clasificar a la siguiente ronda de un torneo tan importante como es el Torneo Federal C 2015. Durante la temporada 2014-2015 fue dirigido por el exjugador de la CAI de Comodoro Rivadavia, Leonardo Herrera

## Uniforme

### Uniforme actual
- Uniforme titular: camiseta con bastones verticales azules y rojos, pantalón blanco y medias azul..
- Uniforme alternativo: Camisa Blanca con detalles azul, pantalón blanco y medias blancas con detalle rojo.

## Jugadores

### Plantilla 2022
Jugadores y cuerpo técnico temporada 2022